# Holden HD
Der Holden HD wurde in den Jahren 1965 und 1966 von der australischen GM-Division Holden gefertigt. Es gab ihn als
- Modell Standard,
- Modell Special,
- Modell Premier,
- Modell Panel Van und
- Modell Utility.